# Lumbrineris verrilli
Lumbrineris verrilli är en ringmaskart som beskrevs av Perkins 1979. Lumbrineris verrilli ingår i släktet Lumbrineris och familjen Lumbrineridae. Inga underarter finns listade i Catalogue of Life.